# Тронов, Владимир Александрович
Владимир Александрович Тронов (19 января 1899, Тифлис, Тифлисская губерния, Российская империя — 23 октября 1937, СССР) — советский художник.

## Биография
Родился 19 января 1899 года в Тифлисе. Принадлежал к русскому дворянскому роду. Отец — Александр Александрович Тронов, предположительно окончил Санкт-Петербургский институт гражданских инженеров, ему был присвоен чин 10-го класса и соответствующее звание. Мать — Евгения Григорьевна.
Самые первые навыки по рисованию будущий художник получил самостоятельно, посещая петроградские музеи: Эрмитаж, Музей Александра III (совр. Русский музей), Музей барона Штиглица, особенное влияние на него оказали посещения Музея общества поощрения художников на Б. Морской, где он познакомился с работами современников, таких как Н. К. Рерих и Н. П. Богданов-Бельский, повлиявших на его раннее творчество.
Владимир Тронов окончил 6 классов Реального училища Гуревича (1910—1916). В 1916—1919 годы получил художественную подготовку в студии А. Н. Клементьева в Омске. Виктор Уфимцев вспоминал о Тронове, с которым он впервые встретился в студии А. Н. Клементьева следующее: «…орнамент, который обыкновенно рисовали несколько уроков, он сделал в 15 минут, и сделал не кое-как, а лучше всех других…»
Две недели пробыл на службе у Александра Колчака рядовым 2-й Степной армии.
С 1919 (или 1920) по 1921 год — художник в 5-й армии (РККА).
В начале августа 1920 года Тронов приехал в Петроград, где был принят в Учетно-Пересыльную часть Окружного Штаба Петроградского Военного округа.
19 ноября 1920 года художник поступил к профессору Д. Н. Кардовскому в мастерскую по отделению живописи и гравюры. В 1923 году окончил Академию художеств.
Работал с издательством «Радуга», а также был художником в Ленинградском областном отделении научно-технических издательств.
2 марта 1935 года арестован НКВД, после чего сослан со своей женой в Оренбург как «социально опасный элемент». Арестован второй раз 5 сентября 1937 года.
23 октября 1937 года был расстрелян.

## Работы
Известны такие художественные произведения Тронова как «Заморские гости», «Ночное кафе», «Головка» и другие его произведения, которые хранятся в омских музеях.

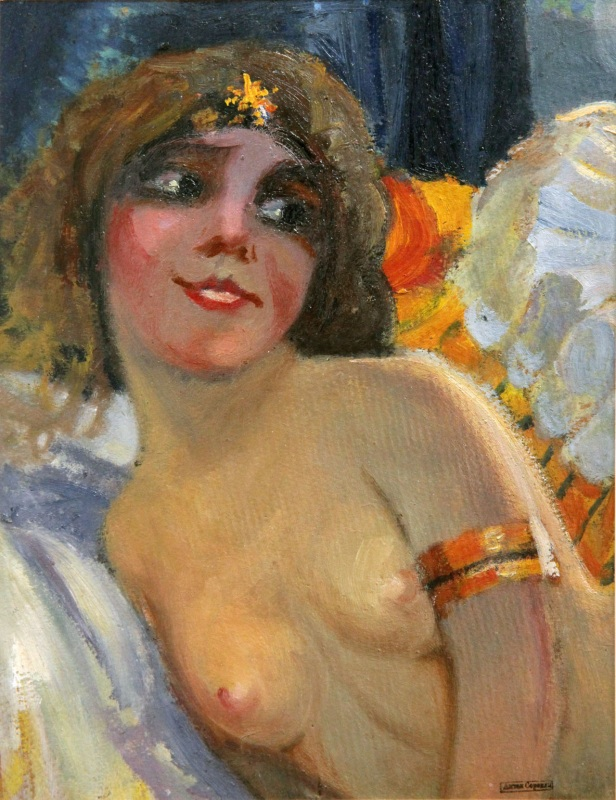
Головка, 1919
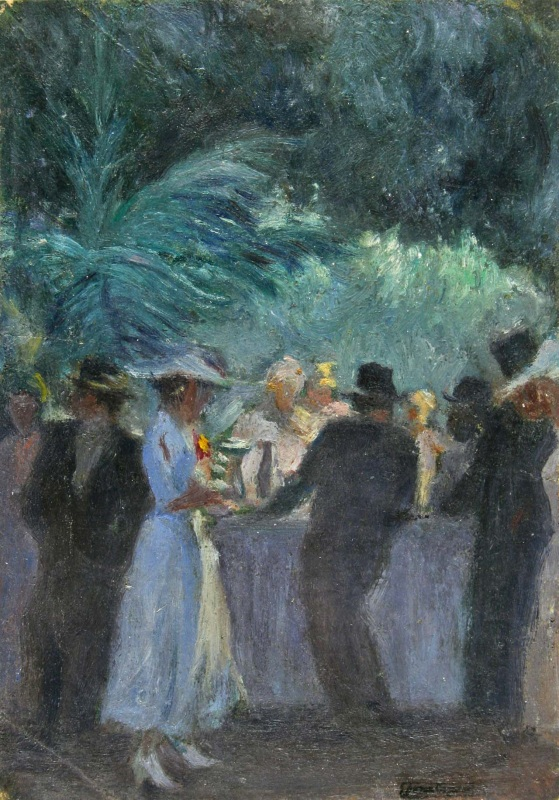
Ночное кафе, 1919
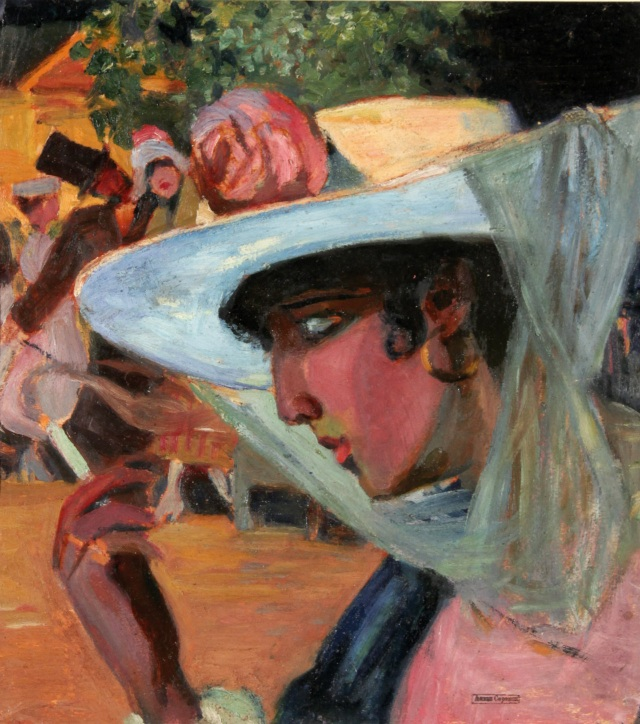
Женский портрет в шляпе, 1919
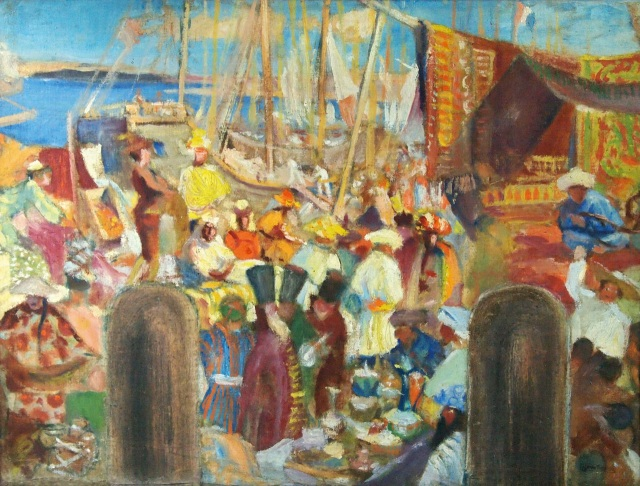
Заморские гости, 1919
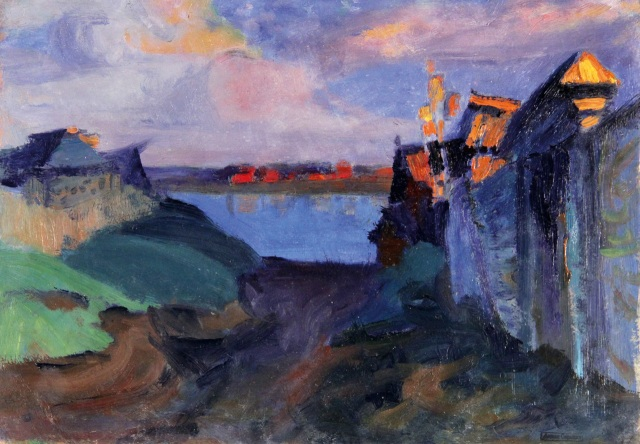
Слободка на Волге, 1919